# Tournayelloidea
Tournayelloidea, tradicionalmente denominada Tournayellacea, es una superfamilia de foraminíferos del suborden Fusulinina y del orden Fusulinida. Su rango cronoestratigráfico abarca desde el Frasniense (Devónico superior) hasta el Namuriense (Carbonífero superior).

## Discusión
Algunas clasificaciones más recientes incluyen Tournayelloidea en el suborden Tournayellina, del orden Tournayellida, de la subclase Fusulinana y de la clase Fusulinata.

## Clasificación
Tournayelloidea incluye a las siguientes familias y subfamilias:
- Familia Tournayellidae
  - Subfamilia Forschiinae
  - Subfamilia Tournayellinae
- Familia Palaeospiroplectamminidae
  - Subfamilia Endospiroplectammininae
  - Subfamilia Palaeospiroplectammininae

Otras familias y subfamilia consideradas en Tournayelloidea son:
- Familia Chernyshinellidae
  - Subfamilia Chernyshinellinae
- Familia Globoendothyridae
  - Subfamilia Eblanainae
  - Subfamilia Globoendothyrinae